# Ferdinand Pauly
Ferdinand Pauly (* 3. Januar 1917 in Senheim an der Mosel; † 8. März 1992 in Boppard) war ein deutscher Theologe und Kirchenhistoriker, der sich vor allem um die wissenschaftliche Bearbeitung der Geschichte des Bistums Trier verdient gemacht hat.

## Leben
Geboren wurde Ferdinand Pauly am 3. Januar 1917 in Senheim. Er studierte am Priesterseminar Trier Philosophie und katholische Theologie. Am 13. August 1941 wurde er in Trier zum Priester geweiht und kam von 1942 bis 1948 als Kaplan nach Boppard. Am 23. November 1949 wurde er an der Rheinischen Friedrich-Wilhelms-Universität Bonn zum Dr. phil. mit dem Prädikat magna cum laude promoviert. Seine Dissertation erhielt das Prädikat valde laudabilis. Den Titel Dr. theol. hatte er bereits in Trier erworben. In den Jahren 1950 bis 1957 arbeitete er als Lehrer für Religion und Geschichte an der Bopparder Mädchenschule Marienberg, die von den Ursulinen geführt wurde, und von 1958 bis 1964 lehrte er an einem Gymnasium in Andernach. Im Jahr 1964 wurde er zum Professor für Bistums- und Landesgeschichte an die Theologische Fakultät Trier berufen, wo er bis zu seiner Emeritierung im Jahr 1982 blieb. Danach zog er wieder nach Boppard und verbrachte seinen Lebensabend im Altenheim zum Heiligen Geist. Am  8. März 1992 verstarb er in Boppard und wurde am 13. März in Senheim beerdigt.

## Werk
In seinem elfbändigen Hauptwerk zur Siedlung und Pfarrorganisation entwickelte er eine sehr innovative Methode, durch die Kombination der Ortsnamens-, Siedlungs-, Besitz- und Adelsgeschichte die Rekonstruktion der alten Pfarrorganisation des großräumigen Erzbistums Trier weit in die merowingische Frühzeit, ja bis in die Spätantike hinein zurückzuführen. Dabei bildeten die Kollegiatstifte als Nachfolger der ältesten Großpfarreien gewöhnlich den Ausgangspunkt.

## Auszeichnungen
- Bundesverdienstkreuz am Bande 1980[2][3]
- Ehrenbürger von Senheim, durch Wahl des Gemeinderates am 4. August 1981
- Großes Stadtsiegel von Boppard seit dem 29. Juli 1987, durch einstimmigen Beschluss des Stadtrates in der Sitzung vom 26. Mai 1987
- Bundesverdienstkreuz 1. Klasse 1988[4]

## Schriften (Auswahl)
- Siedlung und Pfarrorganisation im alten Erzbistum Trier. 11 Bände, Bonn/Trier/Koblenz 1957–1976.
- Die Hochgemeinde Senheim an der Mosel, Beiträge zur Verfassungs-, Wirtschafts- und Sozialgeschichte des Dorfes. Phil. Diss., Koblenz 1959.
- Springiersbach. Geschichte des Kanonikerstiftes und seiner Tochtergründungen im Erzbistum Trier. Theol. Habilitationsschrift, Trier 1962.
- Die Stifte St. Severus in Boppard, St. Goar in St. Goar, Liebfrauen in Oberwesel, St. Martin in Oberwesel (= Germania Sacra, Neue Folge, Band 14). de Gruyter, Berlin 1980 (Digitalisat der Akademie der Wissenschaften zu Göttingen).
- Das Stift St. Kastor in Karden an der Mosel (= Germania Sacra, Neue Folge, Band 19). de Gruyter, Berlin 1986 (Digitalisat der Akademie der Wissenschaften zu Göttingen).
- Beiträge zur Geschichte der Stadt Boppard, 2 Bände. Boppard 1989–1990.